# گتینو
گَتینو (به فرانسوی: Gatineau) شهرکی در ناحیه اوتاوه در استان کبک کانادا است. در سرشماری سال ۲۰۱۱ این شهرک ۲۴۵٬۶۲۹ نفر جمعیت داشته‌است و مساحت آن ۳۴۴٫۱۶ کیلومتر مربع است.